# Gisella Grosz
Pour les articles homonymes, voir Grosz.
Gisella Grosz, aussi écrit Gizella Grosz, née le 26 novembre 1875 à Szilágysomlyó en Autriche-Hongrie, aujourd'hui Şimleu Silvaniei en Roumanie et morte en 1942 à Riga en Lettonie, est une pianiste hongroise d'origine juive.

## Biographie
Grosz étudie à l'Académie royale de musique hongroise à Budapest avec István Thomán.Elle donne son premier concert en 1897 à Budapest et part  en 1898 et 1899 à Leipzig et Berlin où elle rencontre le succès. En 1898, elle s'installe définitivement à Berlin, où elle obtient un diplôme sous la direction de Teresa Carreño. 
Elle fait ses débuts en tant que soliste avec l'Orchestre philharmonique de Berlin le 16 janvier 1902, puis y retourne en 1905, 1908 et 1909. Le 6 février 1906, elle est l'une des premières pianistes à enregistrer 5 pièces pour Welte-Mignon (de), un événement pour lesquelles seuls des pianistes de haut calibre sont sélectionnés. 
En 1911, elle abandonne les concerts et épouse le célèbre critique musical Adolf Weißmann (de). Après avoir pris sa retraite, elle continue de travailler comme professeur de piano. Avec son mari, elle organise de nombreux concerts à la maison, qu’elle abandonne après la mort prématurée de son époux en 1929. Dans les annuaires téléphoniques de Berlin, elle est enregistrée de 1937 à 1940 sous le nom de Gisella Weissmann mais en 1941, les Juifs sont supprimés des annuaires téléphoniques. 
En janvier 1942, elle est déportée dans le ghetto de Riga, où elle meurt la même année. Les détails de sa mort restent inconnus.